# Коньовка (Шангське сільське поселення)
Конёвка (рос. Конёвка) — присілок в Шар'їнському районі Костромської області Російської Федерації.
Населення становить 2 особи. Входить до складу муніципального утворення Шангське сільське поселення.

## Історія
Від 2007 року входить до складу муніципального утворення Шангське сільське поселення.

## Населення
| 2008 | 2010 | 2014 |
| ---- | ---- | ---- |
| 5    | ↘0   | ↗2   |